# Achomawi
Les Achomawi (aussi orthographié Achumawi, Ajumawi ou Ahjumawi) sont des autochtones amérindiens vivant dans le Nord-Est de la Californie. Leur territoire traditionnel se situe dans la vallée de la Fall River, du lac Tule et de la Pit, dans l'actuel comté de Shasta, jusqu'au lac Goose à la frontière avec l'Oregon. Ils sont très proches culturellement des Atsugewi. Leur langue, l'achumawi, de la famille des langues palaihnihanes, est quasiment éteinte.